# Завтрак в постель
«Завтрак в постель» (англ. Bed & Breakfast) — американская романтическая комедия 2010 года, снятая режиссёром Марсиу Гарсией по сценарию Лелэнда Дугласа.

## Сюжет
Анна живёт в Бразилии. Жизнь красавицы в последнее время полна неудач. Она разводится с мужем, а её брат должен крупную сумму бандитам. При разводе девушка получает кусок земли в далёкой Калифорнии. Это кажется ей отличным шансом решить все проблемы разом. Но отправившись со своим адвокатом в Штаты, на месте Анна обнаруживает, что на её земле уже стоит отель Джека.

## В ролях
- Жулиана Паэс — Анна
- Дин Кейн — Джек
- Билл Ингвалл — Пит Салливан
- Джулиан Стоун — Виктор
- Джон Сэвидж — мистер Харви
- Джулия Даффи — миссис Харви
- Эрик Робертс — мистер Хоупвелл
- Кимберли Куинн — Аманда

## Критика
Обозреватель Movie Talk Джейсон Бест в своей рецензии отметил «ленивый», по его мнению, сюжет фильма, а также излишнюю карикатурность второстепенных персонажей (будь то латиноамериканская горничная или жеманный гостиничный критик в исполнении Эрика Робертса), при этом посчитав героев Кейна и Паэс достаточно симпатичными. По мнению критика нидерландского Cinemagazine Анса Вейнгардена, «„Завтрак в постель“ — хороший фильм для хорошего настроения. Но для настоящих романтиков он  покажется слишком мягким, между двумя главными героями не летают живые искры». Автор портала Hollywood Soapbox Джон Солтес резюмирует: «„Завтрак в постель“ не ищет „Оскара“ или больших кассовых сборов. Его цель подобна бокалу вина из шкафа: он  выполняет своё предназначение и, вероятно, оставит улыбку на вашем лице».